# Experiència d'usuari
L'experiència d'usuari és la “conversa” o interacció entre un producte, servei o empresa amb un usuari. En aquesta interacció, hi intervenen un conjunt de factors i elements relatius a la interacció de l'usuari amb un entorn o dispositius concrets. El resultat de la qual és la generació d'una percepció positiva o negativa de tal servei, producte o dispositiu. Per tant, s'utilitzen una sèrie d'estratègies basades en estudis d'usuaris visuals i cognitius davant de la informació per tal de millorar el màxim possible aquesta experiència i produir satisfacció en l'usuari.
L'experiència d'usuari no només depèn dels factors relatius al disseny (hardware, software, usabilitat, disseny d'interacció, accessibilitat, disseny gràfic i visual, qualitat dels continguts, utilitat, etc.) sinó també aquells aspectes relatius a les emocions, sentiments, construcció i transmissió de la marca corporativa, confiança del producte, etc.

## Definició
Segons l'Organització Internacional de Normalització (ISO 9241-210), defineix l'experiència d'usuari com “Les percepcions i respostes d'una persona que es deriven de la utilització d'un producte, servei o sistema”.
D'acord amb aquesta definició, l'experiència d'usuari inclou també les emocions dels usuaris, les creences, les preferències, les percepcions, les respostes físiques i psicològiques, comportaments i èxits que es duen a terme abans, durant i després del seu ús que determinaran la satisfacció d'aquest per part de l'usuari. L'ISO també llista tres aspectes que influeixen en l'experiència d'usuari: usuari, sistema i context d'ús.

## Inicis i procediment
L'inici d'aquest valor pertany a Frederick Winslow Taylor i Henry Ford que exploraven noves maneres per tal de fer les tasques humanes més eficients i productives. Taylor va realitzar una investigació sobre l'eficiència de les interaccions entre treballadors i les seves eines, aquest seria un bon exemple d'un bàsic de l'experiència d'usuari d'avui dia. Tot i així, qui va donar-li nom va ser Donald Norman als anys 90 que d'un principi no significava tot el que significa en l'actualitat.
El que caracteritza aquestes estratègies és el fet que l'objectiu d'una bona experiència d'usuari és satisfer les necessitats exactes en la utilització d'un producte o servei amb facilitat i sense cap problema ni pèrdua de temps. Per aconseguir-ho, hem d'entendre el tipus d'usuari a qui va dirigit per tal d'adaptar-ho a ells. Aquest pas és realment important, ja que aquests han de tenir en tot moment la informació necessària per comprendre què està passant per fer la seva tasca o resoldre la seva necessitat sense sentir-se ofuscat o realitzant tasques innecessàries. Per tant, les tècniques d'interacció han de ser familiars i s'han de comportar com les expectatives que podria tenir l'usuari. A més, en el cas que l'usuari fes un error, hauria de ser fàcil tornar a la posició anterior.

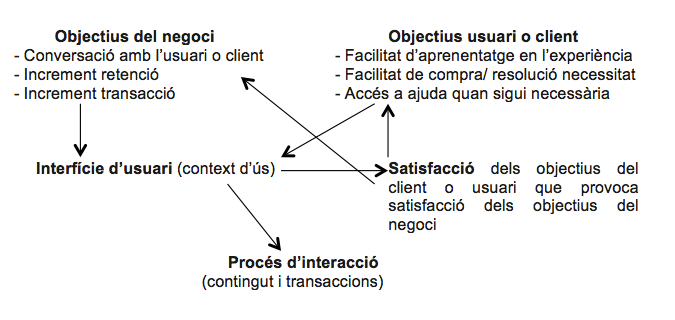
Procés UX. Traducció pròpia i informació extreta de Built for use

L'experiència d'usuari consisteix en crear una sensació de control i comprensió del sistema, servei o producte que utilitzarà l'usuari en tot moment.
Podem trobar 9 regles que un comercialitzador hauria de saber sobre l'estratègia d'usuari segons Karen Donoghue, dissenyadora d'experiències d'usuari: 
1. Entén les expectatives dels usuaris en l'experiència d'usuari
2. Enllaça la usabilitat i la rendibilitat: les mètriques d'èxit i la facilitat d'ús
3. Els bons ossos són més importants que una bona pell: arquitecte de la navegació i de l'adaptació
4. Fes el primer cas d'ús senzill
5. Mantén la facilitat d'ús al llarg de l'experiència
6. Pensa en l'execució: externalitzar-la o no
7. Quan les coses van malament: arregla les experiències d'usuari trencades
8. Integració del canal: crea una harmonia de la marca en l'experiència de l'usuari en tots els canals i contextos
9. La següent generació de l'experiència d'usuari: ubiqüitat invisible i intel·ligència transaccional

## Àmbits d'utilització
L'experiència d'usuari inclou aspectes experimentals, afectius, pràctics i útils. Actualment s'està utilitzant molt en l'àmbit digital tant en software, sistemes, apps o pàgines web. Sovint valoren les percepcions dels aspectes del sistema com la utilitat, facilitat d'ús i l'eficiència d'una persona enfront d'aquest. L'experiència d'usuari es pot considerar subjectiva, ja que cada persona individual que la tracta pot mesurar-la de forma diferent, i és per això que sovint és difícil definir-la i estandarditzar-la, ja que també hi ha molts àmbits i contextos d'aplicació. El que és comú és el fet que ha de ser dinàmica per tothom i s'ha de modificar per tal que estigui actualitzada en consonància a les circumstàncies canviants d'ús i canvis en sistemes individuals.

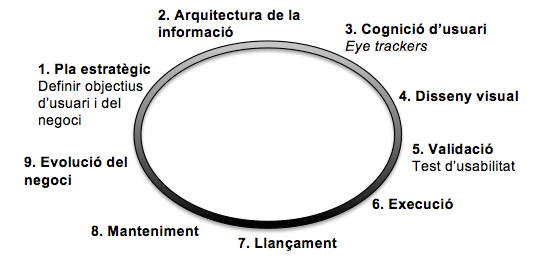
Cercle del desenvolupament d'una web utilitzant les estratègies de l'experiència d'usuari mitjançant etapes. Traducció i adaptació pròpia. Font: Built for use

Tot i així, les bones empreses valoren molt aquest aspecte per tal de tenir usuaris més fidels i contents. És per això, que també és aplicable a productes i serveis. En aquest cas s'aplicaria per exemple en disseny d'espais d'interacció en parquímetres, desembalatge d'un nou producte comprat...
És per això, que les empreses han començat a incorporar treballadors dedicats a millorar l'experiència d'usuari, ja que porten uns controls dels ingressos i la satisfacció dels seus clients i s'han adonat de les millores que han aconseguit gràcies a l'aplicació d'aquestes estratègies mitjançant estudis d'usuaris i altres tipus de mètriques.

## Mites
Com que de vegades pot ser subjectiu segons el tipus d'usuari, podem trobar alguns mites per la web. Aquests mites són algunes afirmacions considerades "normes" sobre el que no es pot aplicar a les interfícies per tal de crear una bona estratègia d'usuari. S'han realitzat alguns estudis i comprovacions per tal de desmentir algunes d'aquestes afirmacions i en podem trobar diverses.